# Renato Rezende
Renato Rezende (né le 28 février 1991 à Rio de Janeiro) est un coureur cycliste brésilien, spécialiste du BMX. Il est notamment le dernier champion du monde de BMX cruiser en 2010.
Il participe à trois reprises aux Jeux olympiques, sans parvenir à se qualifier pour la finale.

## Palmarès

### Jeux olympiques
- Londres 2012
  - Éliminé en quarts de finale du BMX
- Rio 2016
  - Éliminé en quarts de finale du BMX
- Tokyo 2020
  - Éliminé en demi-finales du BMX

### Championnats du monde
- Adélaïde 2009
  -  Médaillé de bronze du BMX cruiser juniors
- Pietermaritzbourg 2010
  -  Champion du monde de BMX cruiser

### Coupe du monde
- 2009 : 98e du classement général
- 2010 : 59e du classement général
- 2011 : 60e du classement général
- 2012 : 28e du classement général
- 2013 : 10e du classement général
- 2014 : 7e du classement général
- 2015 : 15e du classement général
- 2016 : 49e du classement général
- 2017 : 60e du classement général
- 2018 : 39e du classement général
- 2019 : 25e du classement général
- 2020 : 28e du classement général
- 2021 : 44e du classement général

### Championnats panaméricains
- Santiago 2015
  -  Médaillé d'or du BMX

### Jeux sud-américains
- Santiago 2014
  -  Médaillé d'or du BMX
  -   Médaillé d'argent du contre-la-montre en BMX